# Pierre Levesque
Pour les articles homonymes, voir Levesque.

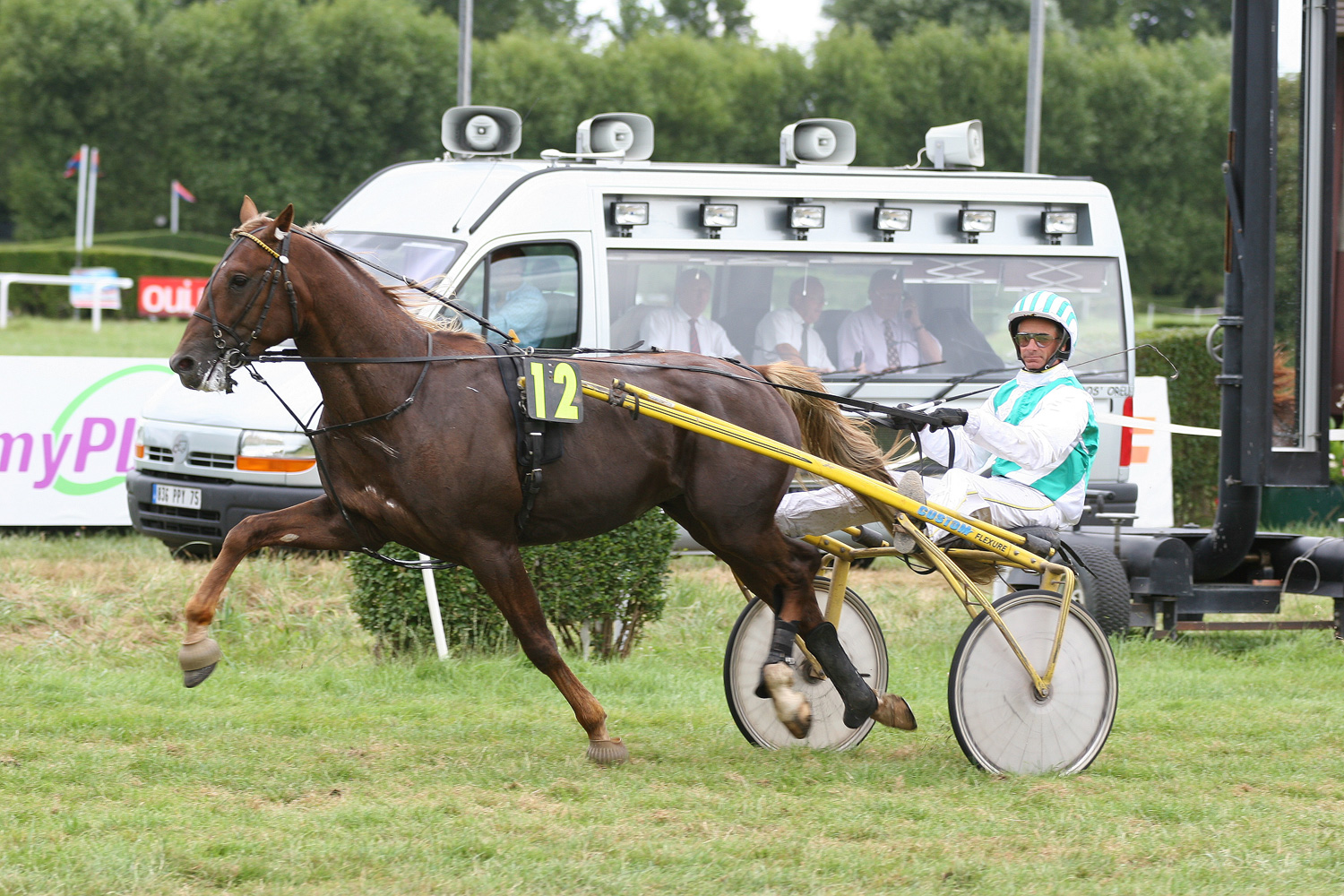
Pierre Levesque.

Pierre Levesque, né le 10 août 1960, est une personnalité du monde des courses hippiques.
Il est propriétaire de l'écurie Levesque, installée au haras de Bellevent à Beuzeville-la-Bastille (Manche), et aussi entraîneur, jockey au trot monté et driver de trot attelé. Il est le petit-fils de Henri Levesque.

## Biographie
Pierre Levesque naît le 10 août 1960 dans une famille toute dévouée au cheval et aux courses hippiques. En effet, l'écurie Levesque, sous l'impulsion de son grand-père Henri Levesque, fait partie des cinq meilleures écuries françaises dans les années 1960 et 1970, avec des chevaux comme Masina, Roquépine, Upsalin ou Hadol du Vivier. Pierre Levesque est le fils de Jean Levesque, notaire reconverti en éleveur responsable des haras de Bellevent, à Beuzeville-la-Bastille (Manche) et de Cheffreville, à Cheffreville-Tonnencourt (Calvados), ce dernier transmis à un autre petit-fils d'Henri Levesque, Bertrand de Folleville.
Cependant, sous la pression familiale, il poursuit des études, et attend ses 17 ans avant de pouvoir commencer la compétition en août 1977. Il remporte sa première victoire au trot monté le 12 septembre 1977 avec Hammam.
En 1979, il est sacré meilleur apprenti de France à l'attelé et combiné, et passe professionnel en décembre. Peu à peu, il monte ou drive tous les chevaux de l'écurie Levesque, à l'exception des plus délicats, encore confiés à Jean-René Gougeon, Michel-Marcel Gougeon ou Michel Galis. Avec le temps et l'expérience, il prend le contrôle total de l'écurie et des chevaux.
Il connaît sa première grande victoire en 1985 lorsqu'il remporte le Prix de Cornulier avec Mirande du Cadran. Peu à peu, il délaisse le monté pour se consacrer exclusivement à l'attelé. En 1997, il passe le cap des 1 000 victoires grâce à Farnese.
En 1998, il prend une licence d'entraîneur public, ce qui lui permet d'entraîner et de faire courir d'autres chevaux que ceux de son écurie.
Le 28 janvier 2007, installé au sulky du cheval Offshore Dream, il remporte la 86e édition du Prix d'Amérique. Après de nouvelles victoires avec Offshore Dream (dont une victoire très symbolique dans le Prix Henri Levesque), il se met au sulky de Meaulnes du Corta et remporte le Prix de l'Atlantique et le Prix de Washington, en égalant au passage le record sur une piste française, détenu par Varenne, en 1'09"6.
L'été est tout aussi souriant, avec une victoire dans le Prix d'Été avec Meaulnes du Corta. Le 30 septembre, Pierre Levesque s'offre un doublé, dans deux épreuves phares. Il remporte en effet à quelques heures d'intervalle le Championnat européen des 5 ans avec Offshore Dream puis la finale de la Coupe du Monde de Trot avec Meaulnes du Corta, remportant par là même le classement général de cette compétition internationale. C'est donc une année 2007 exceptionnelle qui se poursuit, avec en point de mire, le meeting d'hiver 2007-2008. En 2008, il s'offre un doublé dans le Prix d'Amérique avec une fois encore Offshore Dream mais doit se contenter d'une victoire en tant qu'entraineur de Meaulnes du Corta en 2009 (Meaulnes du Corta remportant la course avec Franck Nivard).
En 2011, il est sanctionné par une interdiction d'entraîner et de driver pour un an en raison d'un contrôle positif à la bétaméthasone sur un de ses chevaux ayant couru le 2 juin à Dozulé. Il retrouve cependant les pistes le 17 décembre après seulement trois mois de suspension à la suite d'une ordonnance de référé du tribunal administratif de Paris. Depuis, les chevaux de son écurie sont souvent déclarés sous l'entraînement de son collaborateur Mike Lenders. 
Pierre Levesque est le père de Thomas et Camille, tous deux drivers et jockeys.

## Palmarès (comme entraîneur et/ou driver)

### France

#### Attelé

##### Groupe I
- Prix d'Amérique – 3 – Offshore Dream (2007, 2008), Meaulnes du Corta (2009)
- Prix de France – 1 –  Meaulnes du Corta (2009)
- Critérium continental – 1 – Offshore Dream (2006)
- Critérium des 5 ans – 1 – Meaulnes du Corta (2005)
- Prix de l'Atlantique – 3 – Meaulnes du Corta (2007), Main Wise As (2011, 2012)
- Prix René Ballière – 2 – Qwerty (2010), Main Wise As (2012)

##### Groupe II
- Prix du Bois de Vincennes – 4 – Jaminska (2004), Meaulnes du Corta (2006, 2007), Monte Georgio (2009)
- Prix Doynel-de-Saint-Quentin – 4 – Eviland (1997), Ingen (2001), Opium (2007), Pablo (2008)
- Prix de la Marne – 4 – Jet de Prapin (1983), Farnese (2001), Jaminska (2004), Loumana Flor (2006)
- Prix Kerjacques – 4 – Capriccio (1997), First de Retz (2000), Jaminska (2004), Main Wise As (2012)
- Prix de Washington – 3 – Quellou (1989), First de Retz (2001), Meaulnes du Corta (2007)
- Clôture du Grand National du trot – 2 – Quellou (1989), Farnese (2000)
- Grand Prix du Département des Alpes-Maritimes – 2 – Kervori (1983), Meaulnes du Corta (2007)
- Prix de Bourgogne – 2 – First de Retz (2000), Meaulnes du Corta (2008)
- Prix de Buenos-Aires – 2 – Chaillot (1997), Objectif Royal (2009)
- Prix Guy-Deloison – 2 – Perrine du Gedouin (1984), Rachel (1986)
- Prix de La Haye – 2 – Farnese (2000), Pilot Kloster (2003)
- Prix Masina – 2 – Save The Quick (2009), Une Lady en Or (2011)
- Prix Roquépine – 2 – Odessa du Vivier (2005), Une Lady en Or (2011)
- Prix de l'Union européenne – 2 – Meaulnes du Corta (2008), Monte Georgio (2009)
- Prix Uranie – 2 – Miss Wood (2003), Nina Madrik (2004)
- Prix Annick-Dreux – 1 – Nina Madrik (2004)
- Prix de Bretagne – 1 – Capitole (1998)
- Prix Chambon P – 1 – Monte Georgio (2009)
- Prix de la Côte d'Azur – 1 – Carnac (1999)
- Prix d'Été – 1 – Meaulnes du Corta (2007)
- Prix Guy-Le-Gonidec – 1 – Occitane (2006)
- Prix Henri-Levesque – 1 – Offshore Dream (2007)
- Prix Jacques-de-Vaulogé – 1 – Sage de Bresles (2009)
- Prix Jean-Le-Gonidec – 1 – Main Wise As (2011)
- Prix Jean-Luc-Lagardère – 1 – Chaillot (1997)
- Prix Jockey – 1 – Hasting (2000)
- Prix Kalmia – 1 – Quick de la Loge (2007)
- Prix Marcel-Laurent – 1 – Offshore Dream (2007)
- Prix Ovide-Moulinet – 1 – Offshore Dream (2007)
- Prix Ozo – 1 – Une Lady en Or (2011)
- Prix Paul-Karle – 1 – Quick de la Loge (2007)
- Prix Paul-Leguerney – 1 – Soif de Limonade (2010)
- Prix du Plateau de Gravelle – 1 – Qwerty (2010)
- Prix Ténor de Baune – 1 – Qwerty (2010)

#### Monté

##### Groupe I
- Prix de Cornulier – 1 – Mirande du Cadran (1985)
- Prix de Normandie – 2 – Balzac (1994), Ulysse (2013)
- Prix des Centaures – 2 – Balzac (1995), Granvillaise Bleue (2022)

##### Groupe II
- Prix du Calvados – 3 – Mirande du Cadran (1984), Balzac (1995), Ulysse (2014)
- Prix Joseph Lafosse – 4 – Mirande du Cadran (1983), Balzac (1994), Ulysse (2013), Granvillaise Bleue (2021)
- Prix Xavier de Saint Palais – 4 – Quambona (1987), Tigresse du Vivier (2012), Ulysse (2013), Granvillaise Bleue (2021)
- Prix Edmond Henry – 3 – Quambona (1987), Balzac (1994), Granvillaise Bleue (2021)
- Prix Jean Gauvreau – 2 – Farnese (1998), Ulysse (2013)
- Prix Jules Lemonnier – 2 – Mirande du Cadran (1984), Balzac (1994)
- Prix Théophile Lallouet – 2 – Balzac (1995), Quarry Bay (2013)
- Prix Victor Cavey – 2 – Vol de Nuit (2013), Ulysse (2014)
- Prix Camille de Wazières – 1 – Querfeu (1986)
- Prix Ceneri Forcinal – 1 –Tigresse du Vivier (2011)
- Prix Félicien Gauvreau – 1 – Attila du Gabereau (2013)
- Prix Hervé Ceran-Maillard – 1 – Tigresse du Vivier (2011)
- Prix de Londres – 1 – King Prestige (2004)
- Prix Louis Le Bourg – 1 – Querfeu (1986)
- Prix du Pontavice de Heussey – 1 – King Prestige (2005)

### À l'étranger
Suède
- Åby Stora Pris – 1 – Quellou (1989)

 Monde
- Coupe du Monde de Trot – 1 – Meaulnes du Corta (2007)

 Europe
- Championnat européen des 5 ans – 1 – Offshore Dream (2007)